# Ruben Gallego (politico)
Rubén Mariñelarena Gallego (Chicago, 20 novembre 1979) è un politico statunitense, senatore per lo stato dell'Arizona dal 2025 e membro della Camera dei Rappresentanti per lo stesso stato dal 2015 al 2025. In precedenza, Gallego è stato membro della Camera dei Rappresentanti dell'Arizona dal 2011 al 2014.

## Biografia
Laureato all'Università di Harvard nel 2004, Gallego è della prima generazione di americani di origine colombiana e messicana. È stato cresciuto con le sue sorelle da una madre single. Il 7 agosto del 2008, Ruben Mariñelarena cambiò il suo nome in Ruben Gallego, ovvero il cognome della madre.

### Deputato per l'Arizona (2015-2025)
Il 27 febbraio 2014, Gallego ha annunciato la sua candidatura per la Camera dei rappresentanti per il 7º distretto congressuale dell'Arizona. Nel marzo del 2014 Gallego ha presentato le sue dimissioni dalla Camera dei rappresentanti dell'Arizona. La Mayday PAC, una political action committee contro la corruzione, ha annunciato di voler appoggiare Gallego in seguito alle sue opinioni sulla questione della riforma dei finanziamenti alle campagne. Il 4 novembre 2014 è stato eletto rappresentante, sconfiggendo Joe Cobb, membro del partito libertario. Il 28 febbraio del 2013, Gallego ha votato contro un emendamento il quale voleva aumentare i limiti di finanziamento della campagna di propaganda per i candidati federali e di abolire tutti i limiti per i candidati delle legislazioni statali. Da allora è diventato un grande sostenitore del People Act.

### Senatore degli Stati Uniti d'America per l'Arizona (2025-)

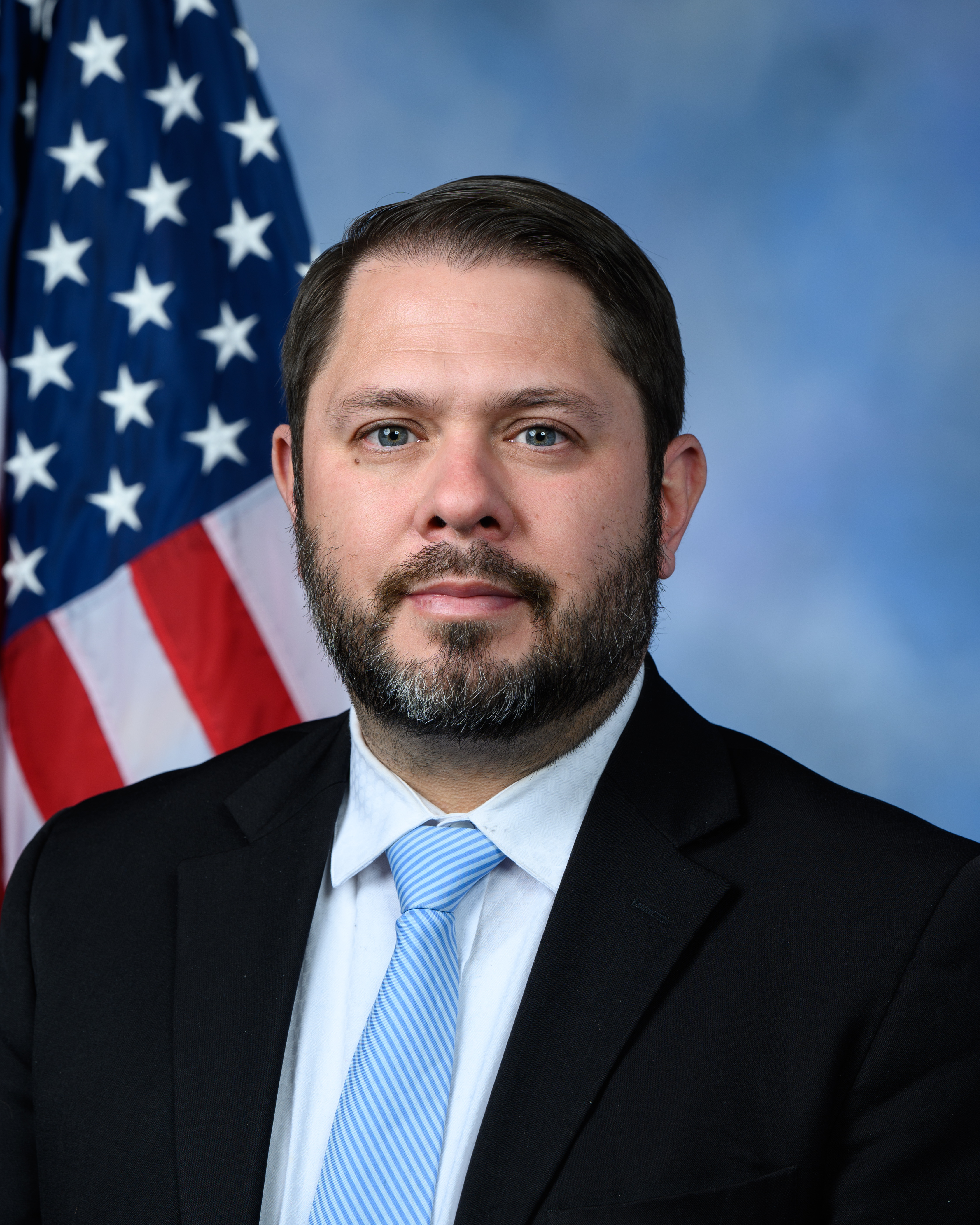
Ritratto ufficiale di Ruben Gallego come membro della Camera dei Rappresentanti nel 117º Congresso

Il 22 febbraio 2023, Gallego annuncia la propria candidatura per il seggio detenuto da Kyrsten Sinema, una politica del Partito Democratico (poi passata ad indipendente) eletta nel 2018.
Nel 2024, Gallego riesce a vincere incontrastato le primarie interne al Partito Democratico e il successivo 5 novembre viene eletto con il 50,1% dei voti, prevalendo sulla candidata repubblicana Kari Lake. Gallego assume le funzioni di senatore il 3 gennaio 2025, con l'insediamento del 119º Congresso degli Stati Uniti d'America.

## Vita privata
È stato sposato dal 2010 al 2017 con Kate Widland, dal 2019 sindaco di Phoenix.
Dal 2021 è sposato con Sydney Barron.